# اوماریون
اوماری ایشمل گرندبری (انگلیسی: Omarion؛ زادهٔ ۱۲ نوامبر ۱۹۸۴) که با نام هنری اوماری شناخته می‌شود، خواننده، رپر، آهنگساز، بازیگر، رقصنده و تهیه‌کننده موسیقی اهل ایالات متحده آمریکا است. وی از سال ۱۹۹۸ میلادی تاکنون مشغول فعالیت بوده‌است.
از فیلم‌هایی که وی در آن نقش داشته‌است، می‌توان به سر و صدا را احساس کن و سمت خطر شهر اشاره کرد.